# Mohamed Kedir
Mohamed Kedir (em amárico: ሞሐመድ ከድር; 18 de setembro de 1953) é um antigo atleta etíope de corridas de longa-distância, que ganhou a medalha de prata na final masculina de 10000 metros nos Jogos Olímpicos de 1980. Foi também campeão africano de 10000 m e campeão mundial de corta-mato em 1982.

## Recordes pessoais
- 5000 metros - 13:17.5 m (1980)
- 10000 metros - 27:39.44 m (1981)